# Yes (Fat Joe, Cardi B e Anuel AA)
Yes è un singolo dei rapper statunitensi Fat Joe e Cardi B e del rapper portoricano Anuel AA, pubblicato il 6 settembre 2019 come sesto estratto dall'undicesimo album in studio di Fat Joe, Family Ties.

## Tracce
1. Yes (con Cardi B e Anuel AA) – 3:26

## Classifiche
| Classifica (2019) | Posizione massima |
| ----------------- | ----------------- |
| Stati Uniti       | 115               |